# Форнакс
Фо́рнакс (лат. Fornax — «піч»), також Фо́рнака (Fornaca) — римська богиня вогнища та випікання хліба. На честь Форнакс справляли свята — форнакалії, під час яких пекли хліб і дякували богині за новий урожай.